# 캄페오나투 브라질레이루 세리이 B
캄페오나투 브라질레이루 세리이 B(Campeonato Brasileiro Série B)는 브라질 축구의 전국 2부 리그이다. 브라질 축구 연맹에서 주관하며 현재 20개의 팀으로 구성되어 있다.
출범 당시에는 1부 리그와 2부 리그 팀의 구분이 제대로 이루어지지 않았고, 승강제 역시 시도할 수 없었다. 게다가 1973년부터 1979년까지는 실질적인 세리이 B 경기가 열리지 않았다. 대부분의 팀이 1부 리그에 초청되어 경기를 치렀고, 1979년엔 무려 94개 팀이 1부 리그 대회에 참가했다. 1980년 세리이 A 팀의 수를 40개로 줄이면서 나머지 팀들은 세리이 B 경기에 참가하게 되었지만, 세리이 A부터 세리이 C까지 승강제가 제대로 이루어지기 시작한 것은 1985년 시즌 이후부터이다.
1971년부터 2005년까지는 토너먼트 방식으로 대회가 치러졌으나, 2006년부터 리그전 형태로 운영되고 있다.

## 참가팀
20개 팀이 리그에 참가하는데, 이전 시즌의 12개 팀과 세리이 C에서 승격한 4개 팀, 그리고 세리이 A에서 강등한 4개 팀이 참가한다.
| 순위 | 2023 세리이 A에서 강등 |
| ---- | ---------------------- |
| 17위 | 산투스                 |
| 18위 | 고이아스               |
| 19위 | 코리치바               |
| 20위 | 아메리카 미네이루      |

| 순위 | 2023 세리이 C에서 승격  |
| ---- | ----------------------- |
| 1위  | 아마조나스              |
| 2위  | 브루스키                |
| 3위  | 오페라리우 페호비아리우 |
| 4위  | 파이산두                |

### 주별 참가팀 수
| 팀 수 | 주               | 참가팀                                                                    |
| ----- | ---------------- | ------------------------------------------------------------------------- |
| 7     | 상파울루주       | 보타보구, 구아라니, 이투아누, 미라소우, 노보리존치누, 폰치 프레타, 산투스 |
| 3     | 산타카타리나주   | 아바이, 브루스키, 샤페코엔시                                              |
| 2     | 고이아스주       | 고이아스, 빌라 노바                                                       |
| 2     | 파라나 주        | 코리치바, 오페라리우 페호비아리우                                         |
| 1     | 알라고아스주     | CRB                                                                       |
| 1     | 아마조나스주     | 아마조나스                                                                |
| 1     | 세아라주         | 세아라                                                                    |
| 1     | 미나스제라이스주 | 아메리카 미네이루                                                         |
| 1     | 파라나 주        | 파이산두                                                                  |
| 1     | 페르남부쿠주     | 스포르트                                                                  |

### 경기장 및 위치
| 구단명                  | 연고지           | 주               | 홈구장                         | 수용인원 |
| ----------------------- | ---------------- | ---------------- | ------------------------------ | -------- |
| 아마조나스              | 마나우스         | 아마조나스주     | 아레나 아마조니아              | 44,000   |
| 아메리카 미네이루       | 벨루오리존치     | 미나스제라이스주 | 아레나 인데펜덴시아            | 23,018   |
| 아바이                  | 플로리아노폴리스 | 산타카타리나주   | 이스타지우 다 헤사카다         | 17,826   |
| 보타포구                | 히베이랑프레투   | 상파울루주       | 이스타지우 산타 크루스         | 29,292   |
| 브루스키                | 브루스키         | 산타카타리나주   | 이스타지우 아우구스투 바우에르 | 5,000    |
| 브루스키                | 브루스키         | 산타카타리나주   | 이스타지우 에르실리우 루스     | 6,010    |
| 세아라                  | 포르탈레자       | 세아라주         | 카스텔랑                       | 63,903   |
| 세아라                  | 포르탈레자       | 세아라주         | 프레지덴치 바르가스            | 20,262   |
| 샤페코엔시              | 샤페코           | 산타카타리나주   | 아레나 콘다                    | 20,089   |
| 코리치바                | 쿠리치바         | 파라나 주        | 이스타지우 코투 페레이라       | 40,502   |
| CRB                     | 마세이오         | 알라고아스주     | 이스타지우 헤이 펠레           | 17,126   |
| 고이아스                | 고이아니아       | 고이아스주       | 이스타지우 다 세히냐           | 14,450   |
| 구아라니                | 캄피나스         | 상파울루주       | 이스타지우 브링쿠 지 오루      | 29,130   |
| 이투아누                | 이투             | 상파울루주       | 이스타지우 노벨리 주니오르     | 18,560   |
| 미라소우                | 미라소우         | 상파울루주       | 캄푸스 마이아                  | 15,000   |
| 노보리존치누            | 노보리존치누     | 상파울루주       | 아레나 노보리존치누            | 16,000   |
| 오페라리우 페호비아리우 | 폰타그로사       | 파라나 주        | 이스타지우 제르마누 크루제르   | 10,632   |
| 파이산두                | 벨렝             | 파라나 주        | 이스타지우 다 쿠루주           | 16,200   |
| 파이산두                | 벨렝             | 파라나 주        | 망게이랑                       | 53,635   |
| 폰치 프레타             | 캄피나스         | 상파울루주       | 이스타지우 모이제스 루카렐리   | 19,728   |
| 산투스                  | 산투스           | 상파울루주       | 이스타지우 우르바누 카우데이라 | 16,068   |
| 스포르트                | 헤시피           | 페르남부쿠주     | 이스타지우 일랴 두 헤치루      | 32,983   |
| 스포르트                | 헤시피           | 페르남부쿠주     | 아레나 페르남부쿠              | 44,300   |
| 빌라 노바               | 고이아니아       | 고이아스주       | 이스타지우 빌라 노바           | 6,500    |

## 역대 우승팀

### 토너먼트 (1971 ~ 2005)
| 시즌      | 우승                         | 준우승                       |
| --------- | ---------------------------- | ---------------------------- |
| 1971      | 빌라 노바                    | 헤무                         |
| 1972      | 삼파이우 코헤아              | 캄피넨시                     |
| 1973−1979 | 미개최                       | 미개최                       |
| 1980      | 론드리나                     | CSA                          |
| 1981      | 구아라니                     | 아나폴리나                   |
| 1982      | 캄푸 그란지                  | CSA                          |
| 1983      | 주벤투스                     | CSA                          |
| 1984      | 우베를란지아                 | 헤무                         |
| 1985      | 투나 루주                    | 고이타카지스                 |
| 1986−1987 | 미개최 (비공식 타 대회 개최) | 미개최 (비공식 타 대회 개최) |
| 1988      | 인테르 리메이라              | 나우치쿠                     |
| 1989      | 브라간치누                   | 상조제                       |
| 1990      | 스포르트                     | 파라나엔시                   |
| 1991      | 파이산두                     | 구아라니                     |
| 1992      | 파라나                       | 비토리아                     |
| 1993      | 미개최                       | 미개최                       |
| 1994      | 주벤투지                     | 고이아스                     |
| 1995      | 파라나엔시                   | 코리치바                     |
| 1996      | 우니앙 상주앙                | 아메리카 나타우              |
| 1997      | 아틀레치쿠 미네이루          | 폰치 프레타                  |
| 1998      | 가마                         | 보타포구                     |
| 1999      | 고이아스                     | 산타크루스                   |
| 2000      | 미개최 (비공식 타 대회 개최) | 미개최 (비공식 타 대회 개최) |
| 2001      | 파이산두                     | 피게이렌시                   |
| 2002      | 크리시우마                   | 포르탈레자                   |
| 2003      | 파우메이라스                 | 보타포구                     |
| 2004      | 브라질리엔시                 | 포르탈레자                   |
| 2005      | 그레미우                     | 산타크루스                   |

### 리그전 (2006 ~ 현재)
2016 시즌부터는 리그전으로 치러졌다. 1위부터 4위까지 캄페오나투 브라질레이루 세리이 A로 승격하였으며, 해당 표에서는 4위까지 표기한다. 
| 시즌 | 우승                    | 준우승            | 3위                   | 4위                     |
| ---- | ----------------------- | ----------------- | --------------------- | ----------------------- |
| 2006 | 아틀레치쿠 미네이루     | 스포르트 헤시피   | 나우치쿠              | 아메리카 지 나타우      |
| 2007 | 코리치바                | 이파칭가          | 포르투게자            | 비토리아                |
| 2008 | 코린치앙스              | 산투 안드레       | 아바이                | 그레미우 바루에리       |
| 2009 | 바스쿠 다 가마          | 구아라니          | 세아라                | 아틀레치쿠 고이아니엔시 |
| 2010 | 코리치바                | 피게이렌시        | 바이아                | 아메리카 미네이루       |
| 2011 | 포르투게자              | 나우치쿠          | 폰치 프레타           | 스포르트 헤시피         |
| 2012 | 고이아스                | 크리시우마        | 아틀레치쿠 파라나엔시 | 비토리아                |
| 2013 | 파우메이라스            | 샤페코엔시        | 스포르트 헤시피       | 피게이렌시              |
| 2014 | 조인빌리                | 폰치 프레타       | 바스쿠 다 가마        | 아바이                  |
| 2015 | 보타포구                | 산타크루스        | 비토리아              | 아메리카 미네이루       |
| 2016 | 아틀레치쿠 고이아니엔시 | 아바이            | 바스쿠 다 가마        | 바이아                  |
| 2017 | 아메리카 미네이루       | 인테르나시오나우  | 세아라                | 파라나                  |
| 2018 | 포르탈레자              | CSA               | 아바이                | 고이아스                |
| 2019 | 브라간치누              | 스포르트          | 코리치바              | 아틀레치쿠 고이아니엔시 |
| 2020 | 샤페코엔시              | 아메리카 미네이루 | 주벤투지              | 쿠이아바                |
| 2021 | 보타포구                | 고이아스          | 코리치바              | 아바이                  |
| 2022 | 크루제이루              | 그레미우          | 바스쿠 다 가마        | 바이아                  |
| 2023 | 비토리아                | 주벤투지          | 크리시우마            | 아틀레치쿠 고이아니엔시 |

## 구단별 우승 횟수
아래는 브라질 축구 연맹 기록에 따른 구단별 우승 횟수이다: 
| 순위 | 구단명                  | 우승 횟수 | 우승 연도  |
| ---- | ----------------------- | --------- | ---------- |
| 1    | 아메리카 미네이루       | 2         | 1997, 2017 |
| 1    | 보타포구                | 2         | 2015, 2021 |
| 1    | 코리치바                | 2         | 2007, 2010 |
| 1    | 고이아스                | 2         | 1999, 2012 |
| 1    | 파우메이라스            | 2         | 2003, 2013 |
| 1    | 파이산두                | 2         | 1991, 2001 |
| 1    | 레드불 브라간치누       | 2         | 1989, 2019 |
| 8    | 아틀레치쿠 고이아니엔시 | 1         | 2016       |
| 8    | 아틀레치쿠 미네이루     | 1         | 2006       |
| 8    | 아틀레치쿠 파라나엔시   | 1         | 1995       |
| 8    | 브라질리엔시            | 1         | 2004       |
| 8    | 캄푸 그란지             | 1         | 1982       |
| 8    | 샤페코엔시              | 1         | 2020       |
| 8    | 코린치앙스              | 1         | 2008       |
| 8    | 크리시우마              | 1         | 2002       |
| 8    | 크루제이루              | 1         | 2022       |
| 8    | 포르탈레자              | 1         | 2018       |
| 8    | 가마                    | 1         | 1998       |
| 8    | 그레미우                | 1         | 2005       |
| 8    | 구아라니                | 1         | 1981       |
| 8    | 인테르 리메이라         | 1         | 1988       |
| 8    | 조인빌리                | 1         | 2014       |
| 8    | 주벤투지                | 1         | 1994       |
| 8    | 주벤투스                | 1         | 1983       |
| 8    | 론드리나                | 1         | 1980       |
| 8    | 파라나                  | 1         | 1992       |
| 8    | 포르투게자              | 1         | 2011       |
| 8    | 삼파이우 코헤아         | 1         | 1972       |
| 8    | 스포르트 헤시피         | 1         | 1990       |
| 8    | 투나 루주               | 1         | 1985       |
| 8    | 우베를란지아            | 1         | 1984       |
| 8    | 우니앙 상주앙           | 1         | 1996       |
| 8    | 바스쿠 다 가마          | 1         | 2009       |
| 8    | 빌라 노바               | 1         | 1971       |
| 8    | 비토리아                | 1         | 2023       |

## 주별 우승 횟수
아래는 브라질 축구 연맹 기록에 따른 구단별 우승 횟수이다: 
| 주명             | 우승 횟스 |
| ---------------- | --------- |
| 상파울루주       | 10        |
| 미나스제라이스주 | 6         |
| 파라나 주        | 5         |
| 리우데자네이루주 | 4         |
| 파라주           | 3         |
| 고이아스주       | 3         |
| 산타카타리나주   | 3         |
| 연방구           | 2         |
| 히우그란지두술주 | 2         |
| 바이아주         | 1         |
| 세아라주         | 1         |
| 마라냥주         | 1         |
| 페르남부쿠주     | 1         |

## 역대 득점왕

### 리그전 (2006 ~ 현재)
| 시즌 | 선수                | 소속            | 골 |
| ---- | ------------------- | --------------- | -- |
| 2006 | 반데를레이          | 가마            | 21 |
| 2007 | 알레산드루          | 이파칭가        | 25 |
| 2008 | 툴리우 마라빌랴     | 빌라 노바       | 24 |
| 2009 | 이우통              | 바스쿠 다 가마  | 17 |
| 2009 | 마르셀루 니카시우   | 포르탈레자      | 17 |
| 2009 | 하파에우 코엘류     | 피게이렌시      | 17 |
| 2010 | 알레산드루          | 이파칭가        | 21 |
| 2011 | 키에자              | 나우치쿠        | 21 |
| 2012 | 제 카를루스         | 크리시우마 EC   | 27 |
| 2013 | 브루누 한제우       | 샤페코엔시      | 31 |
| 2014 | 마그누 아우베스     | 세아라          | 18 |
| 2015 | 제 카를루스         | CRB             | 19 |
| 2016 | 비우                | 세아라          | 15 |
| 2017 | 베르그송            | 파이산두        | 16 |
| 2017 | 마지뉴              | 오에스치        | 16 |
| 2018 | 다고베르투          | 론드리나        | 17 |
| 2019 | 길례르미            | 스포르트        | 17 |
| 2020 | 카이우 단타스       | 삼파이우 코헤아 | 17 |
| 2021 | 에두아르두 나시멘투 | 부르스키        | 17 |
| 2022 | 가브리에우 포베다   | 삼파이우 코헤아 | 19 |
| 2023 | 구스타부 코치뉴     | 고이아니엔시    | 14 |

## 같이 보기
- 브라질 축구 리그 시스템
- 캄페오나투 브라질레이루 세리이 A
- 캄페오나투 브라질레이루 세리이 C
- 캄페오나투 브라질레이루 세리이 D